# ジャンプ・バック〜ザ・ベスト・オブ・ザ・ローリング・ストーンズ
『ジャンプ・バック〜ザ・ベスト・オブ・ザ・ローリング・ストーンズ』(Jump Back: The Best of The Rolling Stones)は、1993年にリリースされたローリング・ストーンズのベスト・アルバム。

## 概要
アルバム『スティッキー・フィンガーズ』から『スティール・ホイールズ』までのミック・テイラー加入以降の楽曲で構成されている。
このアルバムは世界的に販売されたにもかかわらず、発売されたのはまちまちで未発売の国も多く、1993年のリリース時はアメリカでは発売されていなかった。未発売だった地域では長らくコンサート会場などで輸入盤を求めなくてはならない状態が続いていたが、2004年になってようやくアメリカでリリースされる運びとなった。同様に未発売だったスペインにおいても2010年にリリースされた。こうしたことから、リリースされていた地域では現在もセールスを伸ばし続けている。2004年に発売されたアメリカ盤ではオリジナルのブーツジャケットから、シンプルなブルージャケットに差し替えられている。
発売当初の日本盤ライナーノーツには、ストーンズファンを自認する18人のミュージシャン（仲井戸麗市、鮎川誠、世良公則、甲本ヒロトら）、タレント（松金よね子、竹内都子ら）、著名人（みうらじゅんら）、評論家らが一人につき1曲、コメントを寄せていた。

## 収録曲
1. スタート・ミー・アップ
2. ブラウン・シュガー
3. ハーレム・シャッフル
4. イッツ・オンリー・ロックン・ロール
5. ミックスト・エモーションズ
6. 悲しみのアンジー
7. ダイスをころがせ
8. 愚か者の涙
9. ロック・アンド・ア・ハード・プレイス
10. ミス・ユー
11. ホット・スタッフ
12. エモーショナル・レスキュー
13. リスペクタブル
14. ビースト・オブ・バーデン
15. 友を待つ
16. ワイルド・ホース
17. ビッチ
18. アンダーカヴァー・オブ・ザ・ナイト